# Lordiphosa variopicta
Lordiphosa variopicta är en tvåvingeart som först beskrevs av Becker 1908.  Lordiphosa variopicta ingår i släktet Lordiphosa och familjen daggflugor.
Artens utbredningsområde är Kanarieöarna. Inga underarter finns listade i Catalogue of Life.